# Імператор

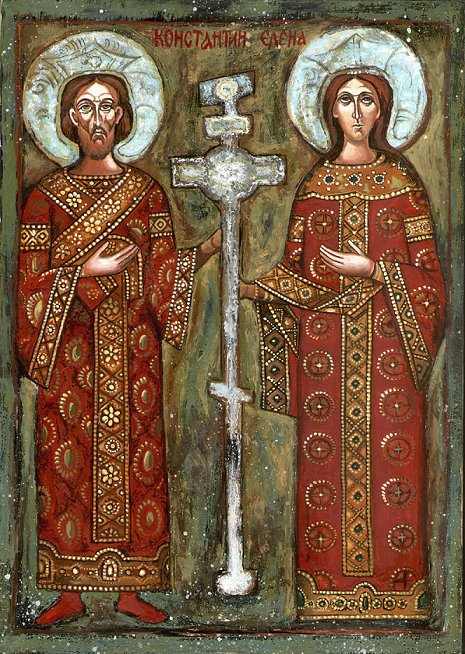
Імператор Константин і імператриця Олена - перші християнські імператори на троні Римської імперії

Імператор (лат. imperātor) — титул самодержавного правителя у ряді мов світу, особливо європейських, які зазнали впливу латини — державної мови Римської імперії (царства Римського), в якому він і з'явився.
У Священній Римській Імперії означав вищий ранг у порівнянні з королем, князем і герцогом; хоч первісно позначав просто правителя імперії (лат. imperator — титул керівника, військового вождя, який мав надзвичайні повноваження на випадок війни; походить від дієслова imperare — керувати, наказувати).

## Римська традиція
У республіканському Римі імператор — почесний титул, що давали переможному полководцю, вперше такий титул отримав Луцій Емілій Павло у 189 р. до н. е., Гней Помпей Великий та Гай Юлій Цезар отримували його по декілька разів, а починаючи з Августа його використовують фактично як титул правителя Римської імперії, який набуває монархічних рис. З падінням Західної Римської імперії в 476 р. н. е. титул зберігся у Східній Римській імперії (Візантії).

## Європейська традиція
На заході цей титул як титул поточного правителя було відновлено за часів Карла Великого, у процесі створення Священної Римської імперії — фактично прообразу сучасної об'єднаної Європи. Саме він був проголошений римським імператором (imperator augustus) у 800 р.
Нащадки та спадкоємці Карла, германські королі, що завоювали Північну Італію, отримували титули імператорів Священної Римської імперії спочатку лише тоді, коли коронувались в Римі (починаючи з Отона I в 962 р.).
З 1034 р. півтора сторіччя титулуються імператорами правителі Іспанії (до XVII ст. — у складі земель Священної Римської Імперії).

## Руська традиція
У давньоруських літописах і східнослов'янських мовах термін «імператор» спочатку не вживався — йому відповідало слово «цар» (а «імперії» — «царство»), але поступово входив у вжиток завдяки перебуванню колишніх земель Русі в складі Речі Посполитої та, відповідно, у загальноєвропейському контексті, де латина відігравала роль лінгва-франки.
У часи перебування західноукраїнських земель у складі Габсбурзької монархії там сформувалася традиція щодо імператорів окремих держав: німецький звався кайзером (з нім. Kaiser), австрійський (попри аналогічну німецьку назву) — цісарем, а російський — царем.

## Інші імперії

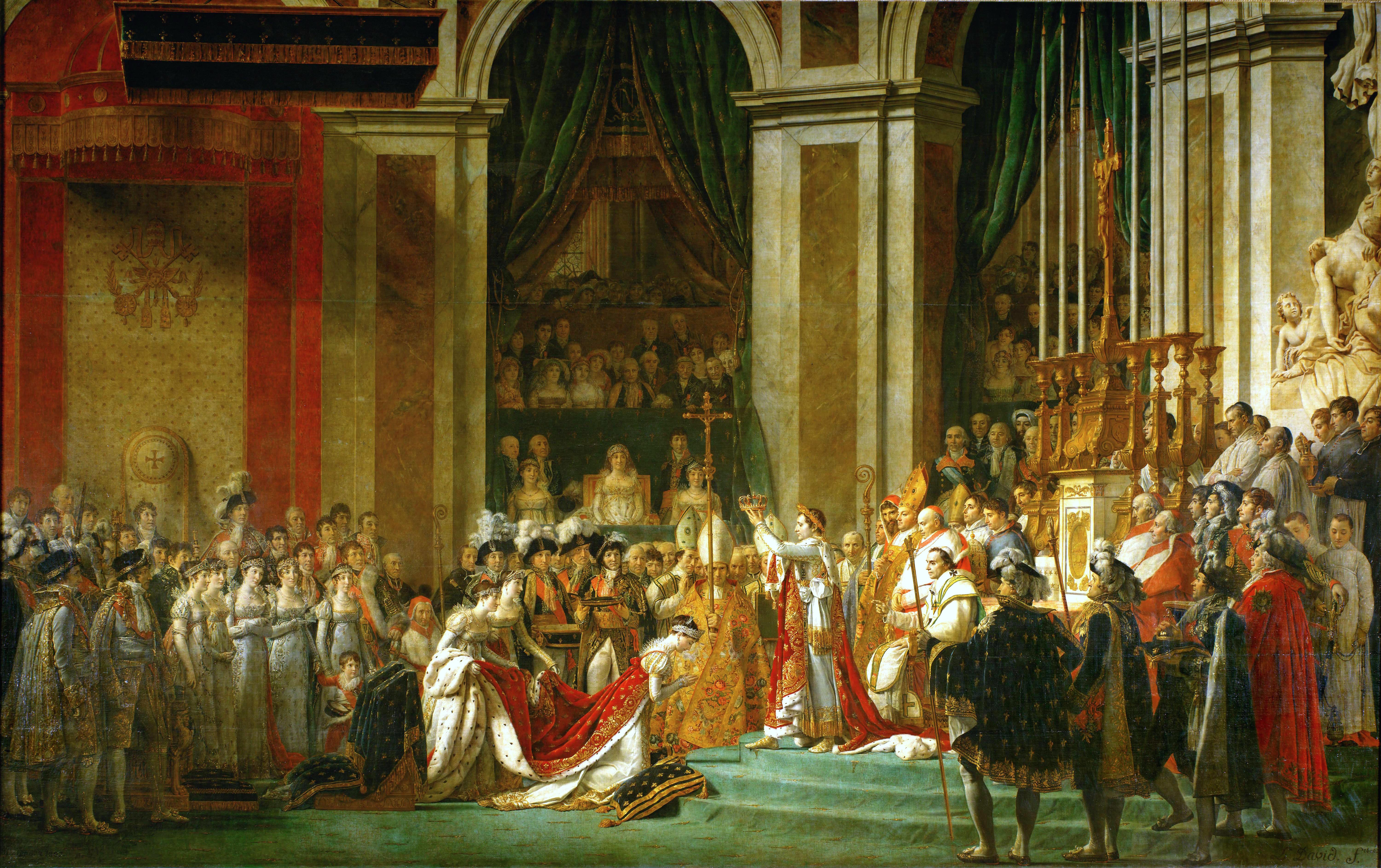
Однією з найвідоміших церемоній коронації імператора була церемонія Наполеона, який був коронований як імператор в присутності Папи Пія VII (який благословив регалії) в соборі Нотр-Дам в Парижі.
Картина Давіда, присвячена цій події, не менше відома: готичний собор, декорований в стилі ампір, мати імператора на балконі контролює церемонію (хоча насправді її не було на коронації), римський папа біля вівтаря, Наполеон коронує як імператрицю свою дружину Жозефіну де Богарне.

У Московському царстві з початком посилених контактів з Європою у XVII ст. та реформ Петра I у російську мову потрапляє безліч нових слів західноєвропейського, романо-германського походження, зокрема терміни «імператор», «імперія» та ін. Здійснюючи політику європеїзації, «прорубання вікна до Європи» Петро I перейменував саму державу з царства Московського на імперію Російську, а «цар» поступився титулу «імператор». Відтоді до XX ст. у Російській імперії слова «цар» і «царство» для опису наявних європейських і світових реалій практично не вживалися, як «старорежимні», майже повністю витіснені в науковій і публіцистичній літературі словами «імператор» та «імперія».
Отже, усі монархічні та квазімонархічні утворення іменувалися імперіями. У 1809—1889 рр. імперією була Бразилія, у 1804—1814 рр. і в 1852—1870 рр. — Франція⁣, а в 1804—1918 рр. у відповідь на проголошення імператором Наполеона I — Австрія (Австро-Угорщина); з 1871 р. король прусський носить титул німецького імператора, із 1876 р. королева Великої Британії є одночасно імператрицею індійською; з 1877 р. турецький султан носить титул імператора османів. У короткі проміжки часу імператори також володарювали в Болгарії, Мексиці та Гаїті.

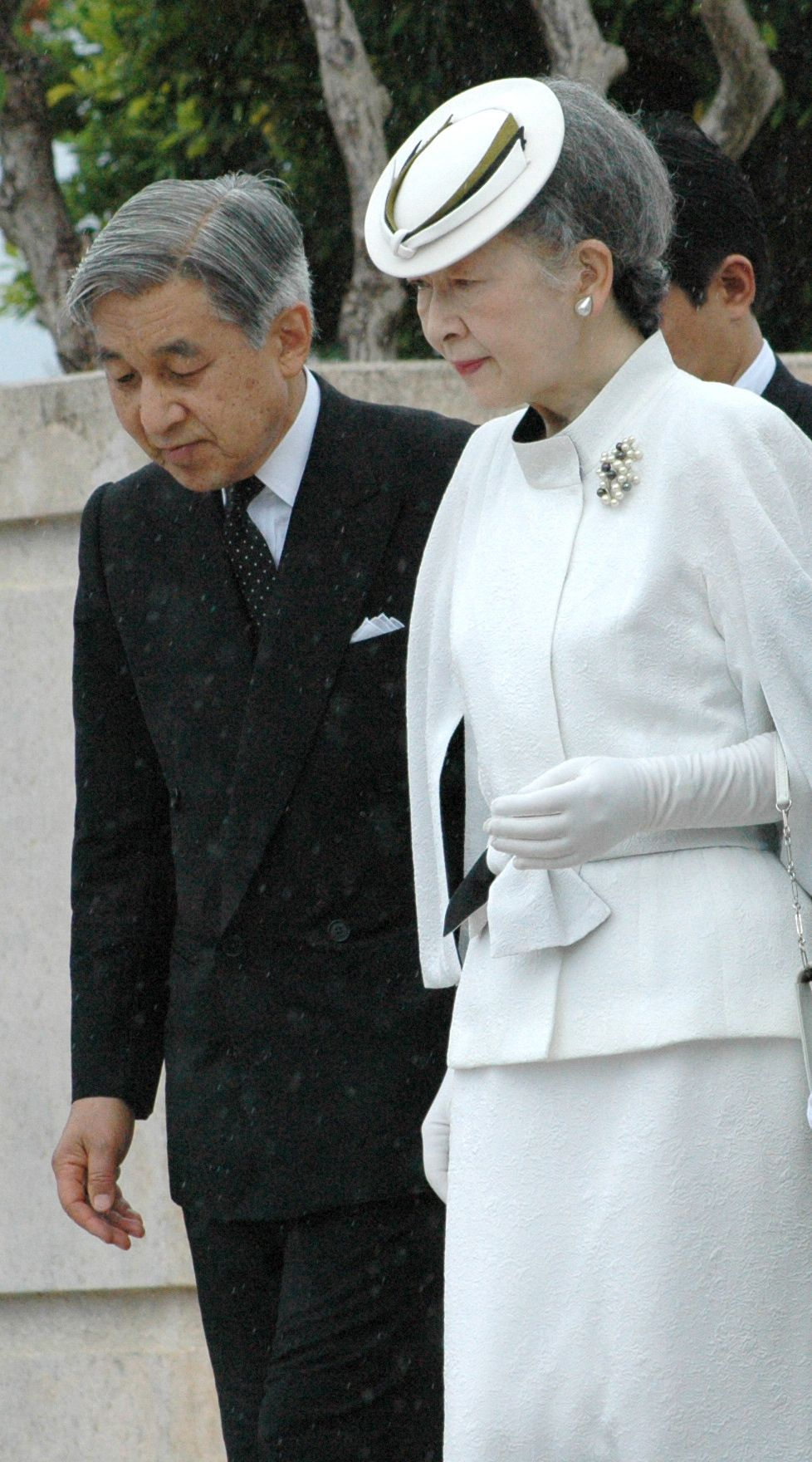
Імператор Японії Акіхіто разом з імператрицею Мітіко (час правління з 7 січня 1989 по 30 квітня 2019)

Поняття «імператор» спочатку позначаючи лише правителів, царів старожитнього царства Римського з часом стали вживати для позначення суспільних реалій і опису правителів усіх без винятку монархій світу. Спочатку ця практика набула поширення у західноєвропейських мовах, а згодом і в слов'янських, тюркських та інших мовах народів Євразії та світу з поширенням європейської наукової термінології у XVIII—XX ст. Разом з тим, щодо інших термінів це спостерігалося і раніше — перших руських князів у староруських літописах інколи називали запозиченим терміном «каган», монгольських правителів Золотої Орди — термінами «царі (царевичі) ординські», так само як правителі Європи виступають у документах народів Середньої Азії під звичними для них назвами «хан», «шах», «султан», «малік» та ін.
Саме тому іноді титули деяких азійських та американських держав (Персії та Ірану, Китаю, Маньчжурії, В'єтнаму, Кореї, Японії, Ефіопії, імперій монголів, ацтеків та інків, індійських імперій династій Маур'їв та Великих Моголів) перекладаються як «імператор», хоча вони історично не пов'язані із римською традицією. Така термінологія поширена у західній літературі та звичайно її вживають, якщо у державу, крім основної території цього народу, входили й численні поневолені народи. У більшості таких випадків титул «імператор» може бути заміненим на титул «цар».
1 січня 1966 року у Центральноафриканській Республіці був проведений державний переворот, в результаті якого до влади прийшов полковник Жан-Бедель Бокасса, який став одним з найексцентричніших диктаторів постколоніальної Африки. 4 грудня 1976 він проголосив себе імператором (Бокасса I), а країна стала називатися Центральноафриканською імперією, що, втім, не було визнане більшістю держав світу. 20 вересня 1979 року, у той час, як Бокасса перебував за кордоном, у результаті інспірованого за допомогою Франції державного перевороту було відновлено республіканську форму правління.
Нині, Японія є єдиною міжнародно визнаною державою, голова якої офіційно носить титул імператора.